# Экология Пятигорска
Экологическое состояние города Пятигорска много раз становилось предметом дискуссий в различных административных кругах и среди специалистов. Однако до сих пор не написано обобщающего труда, который бы всесторонне рассматривал экологическое состояние городских территорий. В данной статье рассматриваются самые проблемные вопросы экологии города Пятигорска.

## Проблема свалок
В городе существует проблема хранения твердых бытовых отходов. Все ныне существующие полигоны переполнены. Закрытый в середине 90-х XX в. полигон на южной окраине города продолжает работу. Ежедневно сюда приезжают десятки машин, оставляя мусор. Отходы на закрытом полигоне постоянно дымят, периодически воспламеняясь. Мусор, сгорая, несет вредные вещества в атмосферу и пагубно влияет на здоровье жителей близлежащего поселка Новый и всей территории курортного города. Один из последних пожаров возник 4-5 августа 2010 г.. Свалка горела также 3 и 5 сентября 2010 г.. Одно из последних возгораний произошло в первой половине ноября 2010 г. О проблеме полигона в администрации города знают, однако не имеют возможности её быстрого решения по причине нехватки финансовых средств.

## Проблема уничтожения отходов
МУП «ПТЭК», находящийся на северо-западной окраине города Пятигорска, занимается сжиганием твёрдых бытовых отходов. Основным поставщиком мусора является Пятигорск. Часть мусора из региона КМВ также утилизируется на территории Комплекса. По состоянию на 2010 г. оборудование Комплекса и технологический процесс не отвечают современным экологическим требованиям. Требуется замена котлоагрегатов, модернизация системы очистки газов. Необходимо устроить сортировку бытовых отходов. Ныне существующий процесс сжигания мусора «всё подряд», позволяет выходу в атмосферу вредных и ядовитых для человека соединений.

## Проблема застройки Машука и Бештау
Согласно Генеральному плану развития города Пятигорска до 2030 г. началась застройка лесопарковых зон г. Бештау и Машук. Выделено 5 гектаров земли, и вчерне закончено строительство торгового комплекса «METRO Cash &Carry» на территории лесного фонда Бештаугорского лесхоза. 29 апреля 2009 г. опубликовано решение Думы города Пятигорска о выводе части земель, занятых Бештаугорским лесопарком. Согласно картографическому приложению «Карта-схема границ функциональных зон м.о. города-курорта Пятигорска» к новому Генеральному плану города предполагается застройка следующих местностей:
1. Территория лесных насаждений на северной обочине Бештаугорского шоссе (на всем протяжении).
2. Дорога «Пятигорск — Иноземцево» (по обеим сторонам дороги).
3. Бывший орешник у поворота на место дуэли М. Ю. Лермонтова. Здесь на шести гектарах предполагается строительство спа-отеля «Сана»[12].

Антропогенное вмешательство (вмешательство в геологическую структуру горы; уничтожение древесного и растительного разнообразия застраиваемых участков) в экосистему гор Бештау и Машук могут негативно сказаться на экологическом состоянии города и режиме минеральных источников Пятигорска.
Уничтожение посаженных после 1975 г. в рамках рекультивации земель г. Бештау, насаждений и лесопосадок на северной окраине Пятигорска, устроенных против зимних северо-восточных ветров, вызывающих в городе гололёдные явления, могут отрицательно повлиять на климатические особенности курорта и повлечь за собой дополнительные экономические затраты.
Кроме того, согласно карте-схеме предполагается строительство локальных объектов в различных частях лесопарковой зоны г. Машук.
Ореховая роща сталa одним из достопримечательных мест  лесопарка, но в настоящее время находится под угрозой из-за вырубки с целью последующей застройки. В конце ноября 2011 общественники и экологи Пятигорска стартовали акцию «Хватит пилить Машук!», в рамках которой прошёл митинг и начат сбор подписей, в ходе которого, было собрано более 4000 подписей, под обращением к Медведеву, Путину и Хлопонину. После чего вырубка деревьев была приостановлена Ставропольской прокуратурой.

## Проблема износа канализации
На территории города Пятигорска регистрируется большой износ систем канализации. 90 км канализационной сети города Пятигорска, из имеющихся 275,3 км имеют износ 100 %. Ещё некоторое количество километров канализации имеют разную степень изношенности. Сточные воды, попадающие в почву из дырявых труб и выгребных ям, угрожают экологической безопасности города.
Согласно указам Президента и в рамках федеральной программы «Развитие особо охраняемого эколого-курортного региона Российской Федерации — Кавказских Минеральных Вод» в середине 90-х снята острейшая проблема питьевого водоснабжения населённых пунктов КМВ, их газификации, проведены большие работы в коммунальном хозяйстве, начата рекультивация хвостохранилища радиоактивных отходов ГМК ЛПО «Алмаз», проведена реконструкция важнейших культурных памятников федерального значения, построены объекты здравоохранения, начата работа по выносу загрязняющих сельскохозяйственных объектов из зон формирования минеральных источников, есть определённый прогресс в лесовосстановительных работах и так далее..
Администрацией города Пятигорска при активной поддержке экологов и исследователей региона ведется работа по созданию эффективной системы охраны природы городских территорий.
31 августа 2010 г. администрация города Пятигорска издало постановление № 4208 «Об утверждении муниципальной целевой программы „Экология и охрана окружающей среды
в городе Пятигорске на 2011—2015 годы“» в которой был составлен паспорт программы. Цель данной программы: Формирование экологически безопасной окружающей среды на территории города Пятигорска и обеспечение устойчивого развития городской инфраструктуры посредством конкретных природоохранных мероприятий. Задачи, поставленные для достижения цели программы: Совершенствование системы обращения с отходами и приведение системы сбора и утилизации всех категорий отходов на территории городского округа в соответствие с законодательством Российской Федерации; снижение негативного воздействия хозяйственной деятельности на состояние городской среды и природных объектов; сокращение выбросов загрязняющих веществ в атмосферу; исключение негативного влияния стоков и осадков на окружающую среду; обеспечение охраны, защиты и воспроизводства городских лесов; улучшение гигиены окружающей среды; содействие образовательным учреждениям и общественным организациям в экологическом воспитании молодежи; координация деятельности юридических и физических лиц, направленной на решение проблем сохранения окружающей природной среды и устойчивого развития общества.